# صموئيل كروز
صموئيل كروز (17 مارس 1993 البرتغال - ) هو لاعب كرة قدم برتغالي يلعب كلاعب وسط.

## روابط خارجية
- صموئيل كروز على موقع قاعدة بيانات كرة القدم.إي يو (الإنجليزية)
- صموئيل كروز على موقع Soccerway.com (الإنجليزية)